# Podłężce
Podłężce – część wsi Pszczonów położona w województwie łódzkim, w powiecie skierniewickim, w gminie Maków.
W latach 1975–1998 miejscowość administracyjnie należała do województwa skierniewickiego.